# William Douglas (1er duc de Queensberry)
William Douglas, 1er duc de Queensberry (1637–1695), également 3e comte de Queensberry et 1er marquis de Queensberry, est un homme politique Écossais,,.

## Biographie
Il est le fils de James Douglas, 2e comte de Queensberry et de sa seconde épouse, Margaret Stewart, fille de John Stewart (1er comte de Traquair). Il succède à son père comme comte de Queensberry en 1671 et prend sa place dans le Parlement d'Écosse le 12 juin 1672.
Il est nommé Conseiller Privé pour l’Écosse en 1667, Lord Justice Général de 1680 et 1682, et Lord grand Trésorier de l’Écosse de 1682 à 1686. Il est créé marquis de Queensberry le 11 février 1682 et duc de Queensberry le 3 novembre 1684. Il refuse de soutenir les mesures prises par Jacques II contre l'Église d'Écosse en 1685. Il est Lord Président du Conseil Privé de 1686 à 1689. En 1687, il est accusé de mauvaise administration par James Drummond (4e comte de Perth) et dépouillé de ses appointements. À partir de 1685, il est l'un des lords du Conseil privé pour l'Écosse et l'Angleterre.
Il épouse Isabel Douglas, fille de William Douglas (1er marquis de Douglas) et Lady Mary Gordon, en 1657, et ils ont quatre enfants :
1. Anne Douglas (d. 23 février 1700)
2. William Douglas, 1er comte de March (d. 2 septembre 1705)
3. George Douglas
4. James Douglas (2e duc de Queensberry) (18 décembre 1672 - 1711)